# Sointu Kouvo
Sointu Kouvo (Helsinki, Finlandia; 13 de mayo de 1916-febrero de 1991) fue una actriz teatral y cinematográfica finlandesa.

## Biografía
Nacida en Helsinki, Finlandia, fue actriz del Teatro Nacional de Finlandia. Una de las primeras obras en las que actuó en dicho teatro fue Tessa, estrenada en octubre de 1935 con gran éxito. Trabajó a menudo junto a Ansa Ikonen y Henny Waljus, como ocurrió con Kilpakosijat (otoño de 1936) y Kuriton sukupolvi (primavera de 1937). En el otoño de 1938 actuó junto a Tauno Palo en Pieni laulunäytelmä, en la cual también trabajaba Mary Hannikainen. En primavera de 1940 fue admirada por su trabajo en la comedia Nelly neidin mies. En enero de  se estrenó la obra de Moss Hart y George S. Kaufman Ette voi ottaa sitä mukaanne, en la cual también trabajó con Ikonen.
La carrera cinematográfica de Sointu Kouvo tiene dos períodos: 1936–1944 y 1952–1958. Su papel más significativo fue el de Hilkka Rantamo en la película de Nyrki Tapiovaara Kaksi Vihtoria (1939). Otra cinta destacada fue la dirigida por Hugo Hytönen y Orvo Saarikivi sobre un texto de Maria Jotuni Miehen kylkiluu (1937). Kouvo rodó también dos cortometrajes: Ankkurikahvilan kantavieraat (1940) y Takaisin yhteiskuntaan (1953). En el primero cantó el tango de Matti Jurva Uskon lemmen taikaan.
Sointu Kouvo falleció en 1991

## Filmografía
- 1936 : Vaimoke
- 1936 : Seikkailu jalkamatkalla
- 1937 : Miehen kylkiluu
- 1939 : Kaksi Vihtoria
- 1940 : Runon kuningas ja muuttolintu
- 1940 : Herra johtajan "harha-askel"
- 1941 : Täysosuma
- 1942 : Neljä naista
- 1944 : Sylvi
- 1944 : Ballaadi
- 1952 : Kuollut mies kummittelee
- 1953 : Hilja – maitotyttö
- 1954 : Taikayö
- 1955 : Neiti talonmies
- 1955 : Helunan häämatka
- 1957 : 1918 – mies ja hänen omatuntonsa
- 1958 : Verta käsissämme
- 1958 : Pieni luutatyttö
- 1958 : Äidittömät
- 1958 : Autuas eversti